# Barefoot
Barefoot – szósty album studyjny Anny Marii Jopek wydany w 2002 roku.
Album zawiera większość utworów z oryginalnej wersji, jednak zabrakło kompozycji Marcina Kydryńskiego „Jeżeli chcesz”, w zamian można usłyszeć połączone dwie piosenki: „Kołysankę Rosmary” oraz „Kiedy będziesz duży”. Ponadto na Barefoot została umieszczona, już kolejny raz, piosenka „Dwa serduszka cztery oczy” oraz nowa wersja utworu „Bandoski”.
W bonusie znalazła się pierwotna wersja „Kiedy będziesz duży” z albumu Jasnosłyszenie oraz tak jak to było na albumie Bosa, płycie towarzyszy utwór „Szepty i łzy” wraz z teledyskiem.

## Lista utworów
1. „Bukowina I” - 9:31
2. „Nim słońce wstanie” - 3:48
3. „Kołysanka Rosemary” / „Kiedy będziesz duży” - 6:50
4. „Tęskno mi tęskno” - 2:48
5. „Dwa serduszka cztery oczy” - 3:51
6. „Cyraneczka” - 4:43
7. „Kiedy mnie już nie będzie” - 5:42
8. „Bandoska” - 6:23
9. „Bosa” - 4:45
10. „Nielojalność” - 4:13
11. „Szepty i łzy” - 4:36
12. „Kiedy będziesz duży” - 4:38
13. „Szepty i łzy” (video)

Źródło

## Muzycy
- Krzesimir Dębski – aranżacje orkiestrowe, dyrygent
- Andrzej Jagodziński – fortepian, akordeon (1)
- Anna Maria Jopek – głos, fortepian (10)
- Cezary Konrad – perkusja, instrumenty perkusyjne
- Sławomir Kurkiewicz - kontrabas (3, 5, 9)
- Robert Majewski – trąbka, flugelhorn
- Henryk Miśkiewicz – klarnet, klarnet basowy
- Michał Miśkiewicz - perkusja (3)
- Leszek Możdżer – fortepian preparowny
- Marek Napiórkowski – gitary
- Darek Olaszkiewicz – kontrabas (1, 6, 7, 8)
- Tomasz Stańko - trąbka
- Marcin Wasilewski - fortepian (3)
- Zbigniew Wegehaupt – kontrabas (2, 4)

Źródło